# Scaptius pseudoprumala
Scaptius pseudoprumala là một loài bướm đêm thuộc phân họ Arctiinae, họ Erebidae.